# José Manterola Beldarrain
José Manterola Beldarrain (San Sebastián, 1849-1884) fue un escritor y filólogo español.
Fue profesor del Instituto de San Sebastián, director de la Biblioteca Municipal de esa ciudad y director de El Diario de San Sebastián. 
En 1880 fundó y dirigió la revista bilingüe Euskal-Erria. Recopiló el primer cancionero en lengua vascuence, bajó el título de Cancionero vasco, en tres volúmenes, entre 1877 y 1880. Asimismo, tradujo del griego clásico, tanto al vascuence como al castellano.